# Романовський (Темниковський район)
Рома́новський (рос. Романовский, ерз. Романовский) — селище у складі Темниковського району Мордовії, Росія. Входить до складу Русько-Тювеєвського сільського поселення.
Населення — 8 осіб (2010; 13 у 2002).
Національний склад (станом на 2002 рік):
- росіяни — 100 %